# Хвалисская епархия
Хвалисская епархия (от названия Хвалисское море, другое название Хорезмийская епархия) — историческая епархия в Средней Азии или на территории Дагестана (в Прикаспии). Первые известия об учреждении Хвалисско-Хорезмийской епархии появляются в III веке: она принадлежит юрисдикции Антиохийского Патриархата. В VII веке Хвалисская епархия была возведена в степень архиепископии и причислена к Крымской митрополии